# Antonina Mélnikova
Antonina Alexéyevna Mélnikova –en ruso, Антонина Алексеевна Мельникова– (Rahachou, URSS, 19 de febrero de 1958) es una deportista bielorrusa que compitió para la Unión Soviética en piragüismo en la modalidad de aguas tranquilas. Ganó una medalla de bronce en los Juegos Olímpicos de Moscú 1980, en la prueba de K1 500 m.

## Palmarés internacional
| Juegos Olímpicos | Juegos Olímpicos | Juegos Olímpicos  | Juegos Olímpicos |
| Año              | Lugar            | Medalla           | Competición      |
| ---------------- | ---------------- | ----------------- | ---------------- |
| 1980             | Moscú ( URSS)    | Medalla de bronce | K1 500 m         |